# Rhamnus bermejoi
Rhamnus bermejoi är en brakvedsväxtart som beskrevs av P.Fraga, Rosselló. Rhamnus bermejoi ingår i släktet getaplar, och familjen brakvedsväxter. Inga underarter finns listade i Catalogue of Life.